# Zbijewo-Kolonia
Zbijewo-Kolonia est une localité polonaise de la gmina mixte de Przedecz, située dans le powiat de Koło en voïvodie de Grande-Pologne. Elle se situe à environ 21 kilomètres au nord-est de la ville de Koło et 136 kilomètres à l'est de Poznań, la capitale régionale. 